# ایوب کهوسو
ایوب کهوسو (اردو: ایوب کھوسو) بازیگر فیلم و تلویزیون اهل کشور پاکستان است. وی حدود سه دهه است که به حرفهٔ بازیگری مشغول است و بیشتر در تلویزیون پاکستان فعالیت می‌کند.